# Llista de Creus de Sant Jordi/2007/Entitats

#### Entitats
Informació actualitzada per un bot. Els canvis manuals es perdran quan s'actualitzi!
| Entitat                                                          | Wikidata  | Descripció | Imatge |
| ---------------------------------------------------------------- | --------- | --- | ------ |
| Club Natació Barcelona                                           | Q856354   | club esportiu català |        |
| La Bressola                                                      | Q3176508  | associació cultural |        |
| Casal dels Infants                                               | Q11906957 | |        |
| Associació Catalana per la Infància Maltractada                  | Q11906969 | |        |
| Federació d'Associacions de Mares i Pares d'Alumnes de Catalunya | Q11921454 | |        |
| Museu del Joguet de Catalunya                                    | Q17043801 | museu |        |
| Associació Catalana de Víctimes d'Organitzacions Terroristes     | Q20100297 | |        |
| Els Pastorets de l'Ametlla de Merola                             | Q20101429 | |        |
| La Principal d'Amsterdam                                         | Q20101545 | |        |
| Som - Fundació                                                   | Q20101862 | Entitat sense ànim de lucre que dona suport a la capacitat jurídica en la presa de decisions a persones amb discapacitat intel·lectual o del desenvolupament a Catalunya. |        |